# Stazione di Brembilla-Grotte
La stazione di Brembilla-Grotte fu una stazione ferroviaria della linea della Val Brembana, a servizio di Brembilla e della vicina grotta delle Meraviglie del comune di Zogno.

## Storia
Fu aperta il 1º luglio 1906, assieme al tronco della ferrovia limitato inizialmente a San Pellegrino Terme. Il capolinea fu prolungato a San Giovanni Bianco il 15 ottobre dello stesso anno e, in seguito, a Piazza Brembana il 31 luglio 1926.
La stazione inizialmente ebbe il singolo nome di Brembilla, ai tempi comune autonomo che nel 2014 è confluito in quello di Val Brembilla. Nel giugno dell'anno seguente, la denominazione cambiò in Brembilla-Sedrina, mentre nel dicembre 1951 cambiò in Brembilla-Grotte
Il servizio viaggiatori fu soppresso il 17 marzo 1966, insieme a quello dell'intera linea ferroviaria.

## Strutture e impianti
Il fabbricato viaggiatori si presentava nella stessa forma di quello di altre stazioni della linea, come Ponteranica-Sorisole: una costruzione in muratura a due livelli, esternamente ornata di elementi in liberty.
Lo scalo merci era posizionato in direzione di Zogno: il magazzino era addossato al fabbricato viaggiatori ed era dotato di piano caricatore e un binario tronco.
Il piazzale binari era dotato di un altro binario di scalo, di un raddoppio e del binario di corretto tracciato.

## Movimento

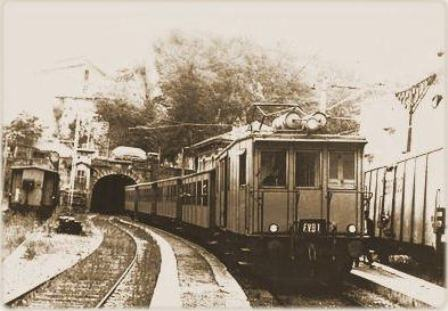
Treno passeggeri proveniente da Bergamo in uscita dalla galleria di Brembilla

L'impianto era servito dai treni omnibus e accelerati Bergamo-San Giovanni Bianco fino al 1926, quando, a seguito dell'apertura del nuovo tronco verso Piazza Brembana, furono prolungati fino al nuovo capolinea.
Per quanto riguarda il servizio merci, presso la stazione partiva la relazione a servizio del vicino stabilimento della Falck di Zogno: il convoglio era composto di quattro o sei carri che veniva spinto verso nord, impegnando il raccordo con l'azienda siderurgica. Dopo che i carri erano stati caricati di tramogge, il treno, manovrato dai frenatori, scendeva per gravità a Brembilla-Grotte dove veniva accoppiato al locomotore elettrico. Il convoglio così formato scendeva fino allo stabilimento della Italcementi di Bergamo.